# Simulium subgriseum
Simulium subgriseum är en tvåvingeart som beskrevs av Rubtsov 1940. Simulium subgriseum ingår i släktet Simulium och familjen knott. Inga underarter finns listade i Catalogue of Life.